# De Havilland Ghost
Le De Havilland Ghost était le deuxième turboréacteur produit par la société britannique De Havilland et le premier à entrer en service dans une compagnie aérienne (British Overseas Airways Corporation). Développement à grande échelle du Goblin, le Ghost a propulsé le de Havilland Venom, le de Havilland Comet et le SAAB Tunnan.

## Conception et développement
Le Ghost est apparu au moment où de Havilland a commencé à travailler sur ce qui allait devenir le Comet en 1943. La première conception de Frank Halford, le H-1, venait d'entrer dans la production et était en mesure de répondre aux besoins de puissance du Comet par simple mise à l'échelle des caractéristiques du H-1. Le H-2 résultant utilisait dix buses de combustion à la place des seize plus petits du Goblin, en utilisant des prises d'air doublées, comme s'il y avait vingt buses alimentant le compresseur. Alors que le prototype était construit, de Havilland a acheté la firme de Halford et l'a réformé comme la Havilland Engine Company et a renommé les H-1 et H-2 en Goblin et Ghost respectivement.
Le Ghost était déjà à l'essai en 1944, et a volé en 1945. Ce fut longtemps avant le Comet ou le Venom ne soient prêts pour le vol. En ce moment, le Ghost avait été sélectionné pour le projet de chasseur suédois "JxR", qui s'est finalement transformé en Tunnan. Lors de la conception du Tunnan, la Suède a reçu des données des recherches allemandes sur les ailes en flèche via la Suisse et a redessiné l'avion pour intégrer cette forme d'avion. Le Tunnan a volé pour la première fois sous cette forme en 1948. Pour les versions de production du Tunnan, le Ghost a été construit sous licence par Svenska Flygmotor (qui deviendra plus tard Volvo Aero) sous l'appelletion RM2. Le Ghost a également été construit sous licence en Italie par Fiat. 
Le Ghost allait être en vue lorsque le Comet a finalement pris l'air le 27 juillet 1949. Ce prototype a été alimenté par le Gost 50 développant 5 000 lbf (22 kN), bien que ce soit une mesure provisoire en attendant que les moteurs plus puissants soient développés. La version "réelle" de l'avion sera le Comet 2 motorisé Rolls-Royce Avon, mais ces moteurs n'étaient pas encore prêt pour le vol. Afin de compenser la faible poussée du Ghost, le comet avait été allégé en utilisant un revêtement de faible épaisseur. Ce fut cette peau fine qui s'est révélée plus tard être la cause de nombre d'accidents, en raison de la fatigue du métal. Plusieurs versions de Ghost 50 ont été produites, se terminant avec le Ghost 50-Mk.4 monté sur le Comet 1XB qui a été construit pour tester de nouvelles techniques de construction de fuselage pour résoudre des problèmes survenus sur le Comet 1.
Pendant le développement, la Royal Air Force a également demandé une version améliorée du de Havilland Vampire avec une plus grande capacité de charge et donc un plus gros moteur. La conception résultante a été le Venom, et partageait de nombreuses fonctionnalités avec le vampire. The Ghost a volé la première fois sur le Venom le 2 septembre 1949. À ce moment, le moteur avait fonctionné pendant un certain temps et on en était déjà au modèle Mk.103 de 4 850 lbf (21 600 N). Le Venom a été utilisé principalement comme un chasseur bombardier, même si certains ont également été produits comme chasseurs de nuit. Le Venom a ensuite été choisi par la Fleet Air Arm pour ses besoins d'intercepteurs, et a été largement utilisé comme Sea Venom.

## Variantes

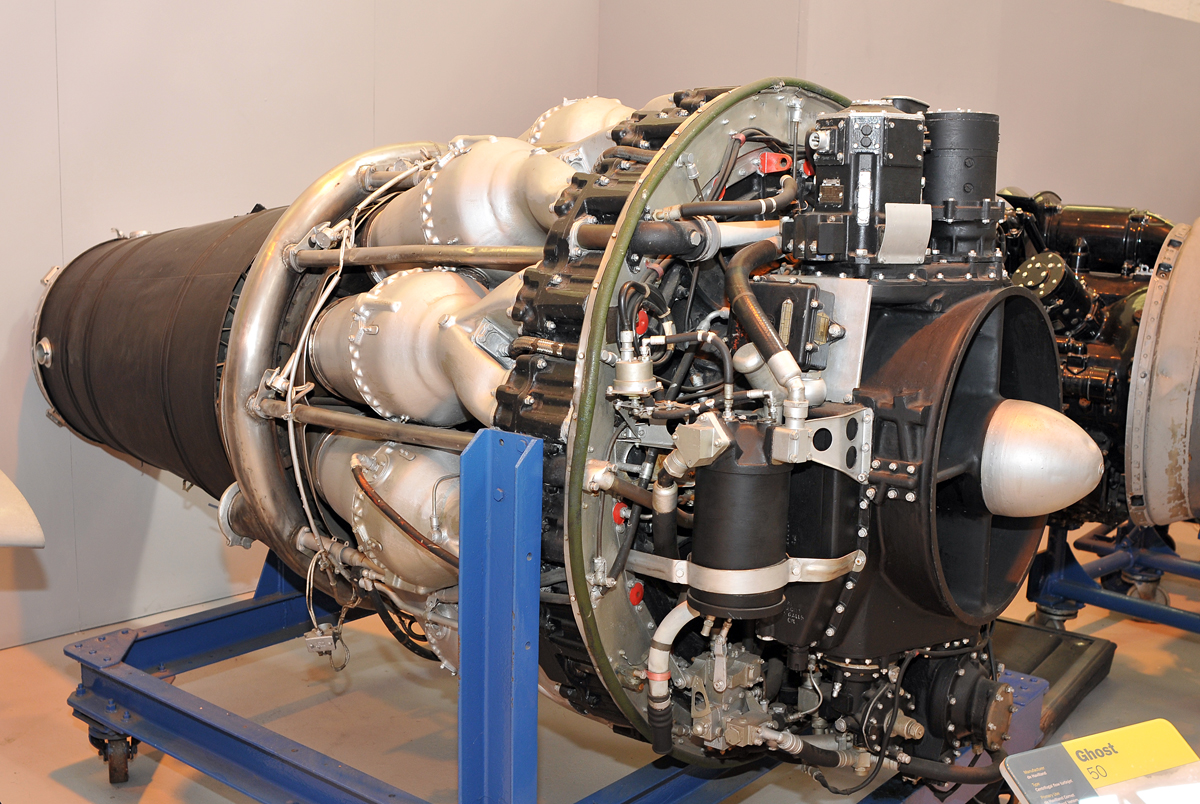
de Havilland Ghost au musée de la RAF à Cosford

- Ghost 45, évalué à 4 400 lbf (19,7kN)
- Ghost 48, évalué à 4 850 lbf (21,6 kN)
- Ghost 50 Mk 1, évalué à 5 000 lbf (22,2 kN) à 10 000 tr/min avec une masse de 2 011 livres (912 kg)
- Ghost 50 Mk 2, évalué à 5 125 lbf (22,8 kN)
- Ghost 103, évalué à 4 850 lbf (21,6 kN)
- Ghost 104, évalué à 4 950 lbf (22,0 kN)
- Ghost 105, évalué à 5150 lbf (22,9 kN)

## Applications
- de Havilland Comet
- de Havilland Venom
- de Havilland Sea Venom
- "Ghost-Lancastrian"
- Saab Tunnan
- Crusader (speedboat) (en)

### Développement liés
- de Havilland Goblin

### comparables
- Allison J33
- Rolls-Royce Nene